# 南部アフリカ

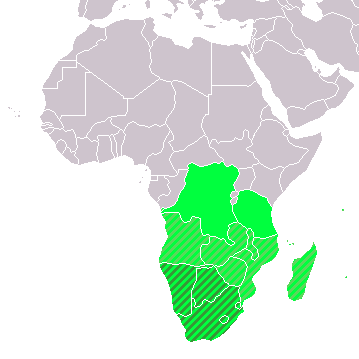
南部アフリカ (国連の準地域)
地理上の南部アフリカ (上を含む)
南部アフリカ開発共同体 (SADC)

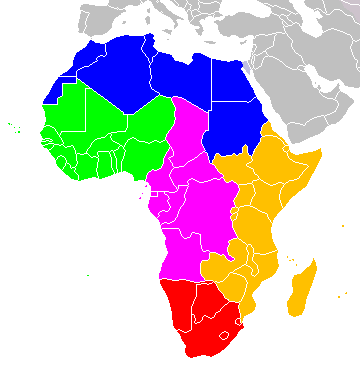
国際連合によるアフリカの地域の分類
北アフリカ
西アフリカ
中部アフリカ
東アフリカ
南部アフリカ

南部アフリカ（なんぶアフリカ、英語: Southern Africa、アフリカーンス語: Suider-Afrika）は、アフリカ大陸を5つの地域に分けた場合の最も南に位置する地域を指す用語である。

## 概要
アフリカは、文化圏および人種の違いからサハラ砂漠の南北で大きく2つに分けられるが、当該エリアは、南側のブラック・アフリカ（サブ・サハラ・アフリカ）に入る。中部アフリカ南部のコンゴ盆地よりも南側に位置する緩やかな丘陵地帯以南（おおよそ南緯10度以南）が、「南部アフリカ」と呼ばれる地域である。地理的に、大陸の東方にあるマダガスカル島などを含む場合もあるが、文化圏や自然体系の観点から見て、共通点は少ない。
南部アフリカの気候は、大半が乾燥ステップ気候で、ケープタウン周辺の最南端部が地中海性気候である。南部アフリカの民族に注目すると、元々コイサン語族の土地だったこの地に、まず北からバントゥー系民族が南下、続いて、南からオランダ人移民の子孫（アフリカーナー）がイギリスに追われて北上したという歴史を経て、現在では各民族の居住エリアは入り組んだ状態で存在する。
なお、この南部アフリカ（Southern Africa）という地域を指す用語と、その地域の一部を領有する国の名である南アフリカ（South Africa）とは、明確に区別して使い分けられているので注意を要する。

## 国と地域

### 独立国
地域の分け方にさまざまな方法があるため、この地域にあるとされる国についても諸説あるが、国連の分類では以下の国が該当する。
- ボツワナ
- エスワティニ
- レソト
- ナミビア
- 南アフリカ共和国

### 海外領土
以下のものが含まれることがある。
- ブーベ島
- セントヘレナ・アセンションおよびトリスタンダクーニャ
  -  トリスタンダクーニャ

## 南部アフリカ開発共同体
この地域を中心とする16か国は、南部アフリカ開発共同体（Southern African Development Community , 略称 SADC）を結成し、経済発展に対する協力体制をとっている。
現在の加盟国は以下の通りである。
- アンゴラ
- ボツワナ
- コモロ
- コンゴ民主共和国
- エスワティニ
- レソト
- マダガスカル
- マラウイ
- モーリシャス
- モザンビーク
- ナミビア
- セーシェル
- 南アフリカ共和国
- タンザニア
- ザンビア
- ジンバブエ

このうち、アンゴラとコンゴ民主共和国は、中部アフリカ諸国経済共同体にも重ねて加盟している。セーシェルとモーリシャスとコモロ連合は、マダガスカルと同様、インド洋上の島国であり、地域としての南部アフリカには含まれないことが一般的である。